# Българи в Естония
Българите в Естония са малцинство в страната. Според преброяването на населението през 2000 година те са 204 души, или 0.014 % от населението.

## Численост и дял

### Преброявания на населението
Численост и дял на българите според преброяванията на населението през годините:
|      | Численост | %     |
| 1959 | 98        | 0.008 |
| 1970 | 163       | 0.012 |
| 1979 | 190       | 0.012 |
| 1989 | 262       | 0.016 |
| 2000 | 204       | 0.014 |

## Организации
Според данни на ДАБЧ в Естония има 1 организация на българите – 1 дружество.

### Дружества
- град Талин, Естонско-българско дружество „Мадарски конник“ (от 2010 г.)[5]